# Szlak Wesołej Fali

Szlak Wesołej Fali – zielony znakowany szlak turystyczny w województwie śląskim.

## Informacje ogólne
Szlak łączy dwa węzły szlaków turystycznych w Katowicach – Dolinkę Murckowską z ośrodkiem Wesoła Fala. Atrakcją turystyczną szlaku są malownicze widoki nad zbiornikiem wodnym na Przyrwie oraz na pobliski maszt radiowy Kosztowy.

## Przebieg szlaku
- Dolinka Murckowska
- Wesoła Fala